# Sidi Ghaneme
Sidi Ghaneme (franska: Sidi Ghaneme (CR), Sidi Ghaneme (Commune Rurale), arabiska: سيدي الجزولي) är en kommun i Marocko.   Den ligger i provinsen Essaouira och regionen Marrakech-Safi, i den centrala delen av landet, 400 km sydväst om huvudstaden Rabat. Antalet invånare är 5 081.